# Mohamed Amelhaf
Mohamed Amelhaf (* 25. November 1997) ist ein französischer Fußballspieler.

## Karriere
Der Stürmer begann mit dem Fußballspielen in Belgien beim KV Kortrijk, aber kam dort nie zu einem Pflichtspiel in der 1. Mannschaft. Nach einer halben Saison beim KFC Poperinge in der fünften Liga ging er in der Winterpause 2018/19 nach Deutschland und absolvierte ein Probetraining beim Drittligisten VfR Aalen, der ihn anschließend verpflichtete. Am 13. März 2019, dem 28. Spieltag, kam er daraufhin zu seinem Profiliga-Debüt, als er beim 3:0-Auswärtssieg gegen den Karlsruher SC in der 68. Spielminute für Johannes Bühler eingewechselt wurde. Bis zum Saisonende kam er jeweils als Einwechselspieler zu sechs weiteren Einsätzen. Am Ende der Saison stieg er im Sommer 2019 mit der Mannschaft in die Regionalliga ab, woraufhin sein Vertrag ungültig wurde.
Anschließend kehrte Amelhaf zunächst nach Frankreich zurück. Im Sommer 2020 ging er erneut nach Deutschland und schloss sich dem Oberliga-Aufsteiger 1. FC Bruchsal an, bei dem er sich in der Folge als Stammspieler durchsetzen konnte. Im Frühjahr 2022 löste er seinen Vertrag in Bruchsal auf und schloss sich dem französischen Fünftligisten Iris Club de Croix an. Dort absolvierte er bis zum Saisonende sechs Partien und erzielte dabei einen Treffer beim 3:2-Auswärtssieg gegen den SC Amiens II, ehe er den Verein wieder verließ. Nach mehr als einem halben Jahr ohne Verein schloss er sich im Februar 2023 in der Schweiz dem Fünftligisten FC Thierrens an, für den er bis zum Saisonende noch in sechs Spielen zum Einsatz kam und dabei drei Tore erzielte. Nachdem der Verein sich am Saisonende aus der Liga zurückzog, wechselte Amelhaf im Sommer 2023 weiter zum Ligakonkurrenten FC Stade-Payerne. Mit dem Verein stieg er im Sommer 2024 in die viertklassige 1. Liga auf und spielte dort noch ein weiteres halbes Jahr, ehe er den Verein zum Jahresende 2024 verließ.